# 255989 Dengyushian
255989 Dengyushian este un asteroid din centura principală, descoperit pe 15 octombrie 2006, de Chi-Sheng Lin și Quanzhi Ye.